# كيفين رولان
روني كيفين رولان فيلاسكو (بالإسبانية: Kevin Roldán)‏ (8 مارس 1993 بكالي، كولومبيا) والمعروف في الوسط الفني باسم كيفين رولان هو مغني وملحن كولومبي عُرِف باحترافه في ريغيه تون.

## حياته
ولد كيفين رولان في كالي بكولومبيا، حيث بدأ بها موهبته الموسيقة في عمر 13 سنة، حيث أنتج لنفسه أول أغنية له في موسيقى ريغيه تون بعنوان ماكاتراكا (بالإسبانية: Macatraca)‏، وقد لاقت إعجابا من خلال معجبيه القلائل خلال تلك الفترة. وقد أدى هذه الأغنية في حفلة مصغرة وحضرها 3 آلاف شخص.
في 2013 سجل أول أغنية في مسيرته الاحترافية مع شركة تسجيلات موسيقية باسم سالغوماس  (بالإسبانية: Salgamos)‏ بالاشتراك مع أندي ريفيرا ومالوما، وسرعان ماتصدرت الترتيب في كولومبيا حيث حققت أكثر من 300 مليون مشاهدة على يوتيوب. مع اشتهارها أيضا داخل أمريكا اللاتينية وإسبانيا الشيء الذي جعلها تكسب الشهادة الذهبية من المنطقتين.
في 2014 قدم ديو مشترك مع نيكي جام بعنوان ليلة واحدة أكثر  (بالإسبانية: Una Noche Más)‏ والذي حقق أكثر من 180 مليون مشاهدة على يوتيوب.
في 2015 تمت دعوته لعيد ميلاد اللاعب كريستيانو رونالدو في الحفل الذي جمع العديد من نجوم ريال مدريد كخاميس رودريغيز، كيلور نافاس ومارسيلو. مع العديد من الشخصيات الرياضية والإعلامية، ثم قابل بعدها بأشهر اللاعب جيرارد بيكيه، وقد أطلق في نفس السنة أغنيتين جديدتين وهما لا أحد مثلك  (بالإسبانية: Nadie Como tu)‏ ومعك  (بالإسبانية: Contigo)‏.
في 2016 وقع عقدا مع مجموعة يونيفرسال الموسيقية الذي لايزال يطلق برعايتها أغانيه لحد الآن. على غرار أغنية يقتلني (بالإسبانية: Me Matas)‏.

## الجوائز والترشيحات

### جوائز أرضنابالإسبانية
| السنة | الفنان                 | الفئة           | النتيجة |
| ----- | ---------------------- | --------------- | ------- |
| 2012  | كيفين رولان            | أفضل مغني شعبي  | رُشِّح     |
| 2012  | نادي معجبي كيفين رولان | أفضل فنان نوادي | رُشِّح     |